# Lugon-et-l'Île-du-Carnay
Lugon-et-l'Île-du-Carnay is een gemeente in het Franse departement Gironde (regio Nouvelle-Aquitaine). De plaats maakt deel uit van het arrondissement Libourne. Lugon-et-l'Île-du-Carnay telde op 1 januari 2022 1.391 inwoners.

## Geografie
De oppervlakte van Lugon-et-l'Île-du-Carnay bedroeg op 1 januari 2022 10,94 vierkante kilometer; de bevolkingsdichtheid was toen 127,1 inwoners per km².

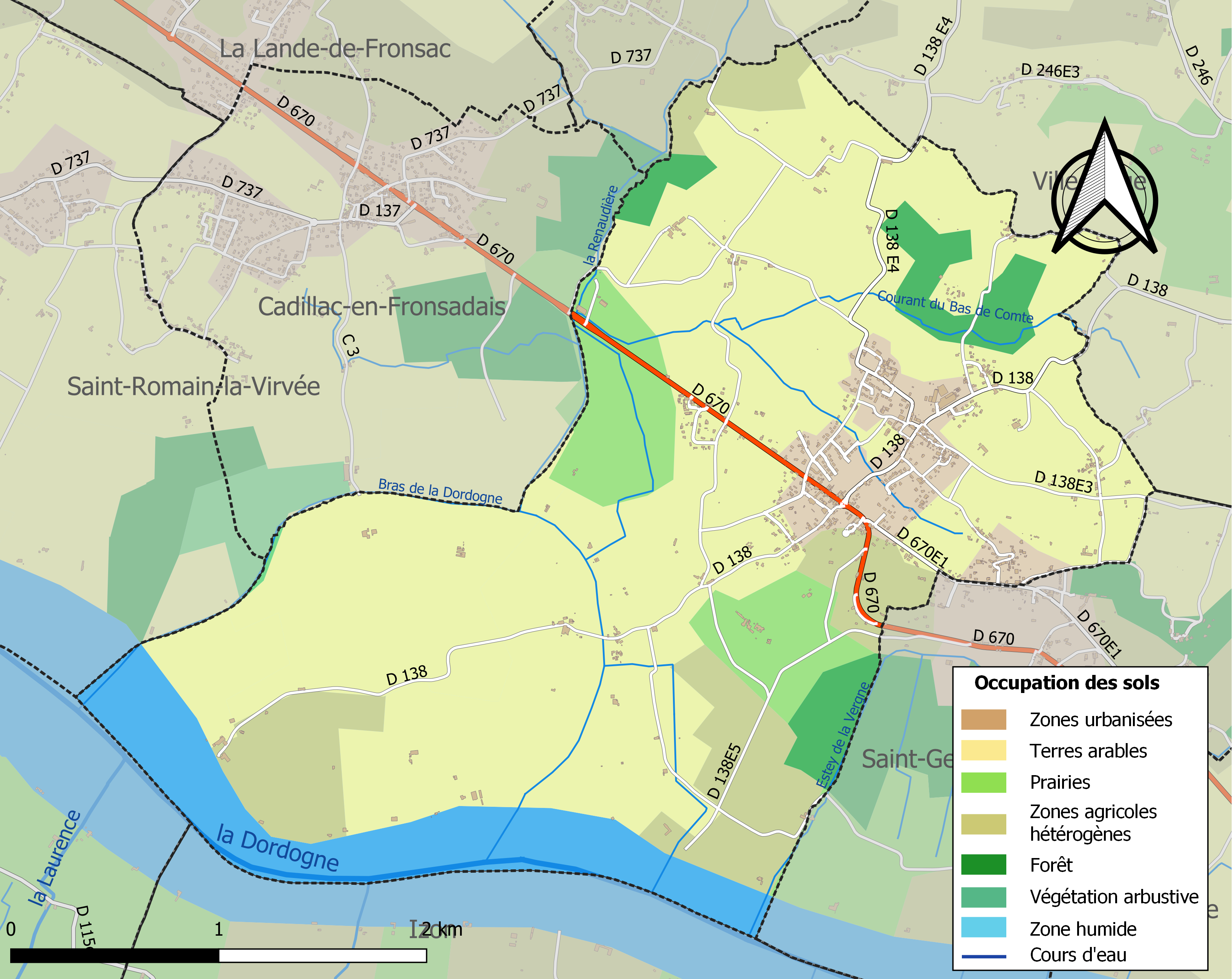
Kaart van de gemeente met belangrijkste infrastructuur, bodemgebruik en omliggende gemeenten

## Demografie
Onderstaande figuur toont het verloop van het inwonertal (bron: INSEE-tellingen).